# Leuco
Leuco (in greco antico: Λεῦκος?, Leûkos) è un personaggio della mitologia greca, uno dei compagni di Ulisse, i quali lo accompagnarono con una flotta verso Troia, per combattere nella guerra ivi scoppiata. 

Gli eventi principali di questa guerra sono raccontati ampiamente da Omero nell'Iliade.

## Il mito

### La partenza
Leuco, descritto da Omero come uno dei più fedeli seguaci dell'eroe Odisseo, proveniva con molta probabilità anch'egli da Itaca che, insieme a molti altri suoi compatrioti, aveva abbandonato per prendere parte alla guerra che oppose per ben dieci anni le fazioni dei Troiani e degli Achei.

### La morte
Questo personaggio non svolge affatto un ruolo determinante durante la decennale guerra.

Nel libro IV dell'Iliade, dopo un vano tentativo di riappacificamento con un regolare duello tra gli autori della guerra, Paride e Menelao, le ostilità ripresero con una feroce battaglia che vide la morte di numerosi eroi.
Leuco, che si trovava durante quella mischia proprio nel mezzo della battaglia, alla ricerca di cadaveri da spogliare per ottenere bottino, venne intravisto dall'avversario Antifo, figlio di Priamo e di Ecuba e da lui fu trafisso con una lancia proprio in direzione del ventre.
(Omero, Iliade, libro IV, versi 489-493. Traduzione di Rosa Calzecchi Onesti)
Di fronte alla perdita di un così caro compatriota la vendetta di Ulisse non si fece attendere, così l'eroe itacense, sperando di vendicare la morte dell'amico uccidendo a sua volta Antifo, scagliò la sua lancia nel mezzo della mischia, colpendo a morte non Antifo bensì il suo fratellastro Democoonte, figlio illegittimo di Priamo.

### Fonti
- Omero, Iliade, libro IV, versi 489-504.

### Traduzione delle fonti
- Omero, Iliade, seconda edizione, Torino, Einaudi, 1990, ISBN 978-88-06-17694-5. Traduzione di Rosa Calzecchi Onesti